# اليكسي كوزلوف
اليكسي كوزلوف (بالإستونية: Aleksei Kozlov)‏ هو متزلج فني إستوني، ولد في 8 يونيو 1979 في تالين في إستونيا.

## وصلات خارجية
- اليكسي كوزلوف على موقع الاتحاد الدولي للتزلج (الإنجليزية)